# Zope Corporation
A Zope Corporation é uma empresa que produz aplicações Zope, escritas em Python e CMF.

## Produtos
- Zwiki
- Servidor Zope